# Terra Santa (Pará)
Terra Santa é um município brasileiro do estado do Pará, pertencente à Mesorregião do Baixo Amazonas. Localiza-se no norte brasileiro, fazendo divisa com os municípios de Faro, Oriximiná, Juruti, Parintins e Nhamundá, sendo que esses dois últimos são do estado do Amazonas.

## Geografia
Localizado a uma latitude 02º06'15" sul e longitude 56º29'13" oeste, estando a uma altitude de 18 metros acima do nível do mar. Sua população, conforme estimativas do IBGE de 2020, era de 18 917 habitantes, distribuídos em 1 896 km² de extensão territorial.
Terra Santa possui praias de água doce.

## Economia
Possui a economia baseada na criação bovina e pecuária, agricultura, o extrativismo em geral, bem como as projeção de exploração mineral de bauxita.

## História
O nome Terra Santa se originou de “Ponta de Santa” ,que faz referência à ponta de pedras que fica em frente à cidade onde os índios se reuniam para a prática de rituais religiosos. em 1887 pelo Padre José Nicolino de Souza. Foi baseado em uma lenda que contava que numa ocasião do ritual sagrado das Amazonas a ser realizado na ponta de pedras as índias adoeceram de gripe, o que para elas era fatal. O xamã insistiu para que elas se banhassem nas águas do lago, como parte dos rituais logo em seguida, elas se recuperaram e a festa teve prosseguimento. O xamã, então, disse que aquele lugar era uma “terra Santa, cujas águas as haviam curado”.
O desmembramento do local aconteceu em meados de 1883, durante a exploração de riquezas naturais, onde se destacavam a borracha, a madeiras de lei e essências raras como pau-rosa, peles de animais silvestres e a pesca.
O município foi elevado à categoria de cidade em 1993.